# Origin Systems
Origin Systems (auch bekannt als OSI) war einer der erfolgreichsten Spieleentwickler und Publisher der 1980er- und 1990er-Jahre. Das Studio schuf bekannte Titel wie Wing Commander, Privateer, Strike Commander, Crusader und Ultima.

## Firmengeschichte

Logo von Origin Systems aus den 1980er-Jahren, Ultima-V-Screenshot

Logo von Origin Systems in den 1990er-Jahren

Logo 1994 von Origin Systems mit dem Firmenmotto We create Worlds, von der System-Shock-Referenz-Karte

Das Unternehmen wurde im Jahre 1983 von Richard Garriott, seinem Bruder Robert, seinem Vater Owen und Chuck Bueche als Origin Systems Inc. gegründet. Ziel war es ursprünglich, nur den dritten Teil von Richard Garriotts Ultima-Reihe herauszubringen, da dieser seine Anstellung bei dem Publisher Sierra On-Line aufgegeben hatte. Firmensitz war Garriotts Heimatstadt Austin in Texas.
Nach der erfolgreichen Veröffentlichung von Ultima III: Exodus wurde die Firma recht schnell bekannt und brachte mehrere weitere Videospiele heraus, die sich gut verkauften – darunter etwa die bekannte Wing-Commander-Serie. Daher wurde Origin Systems 1992 von Electronic Arts aufgekauft und in Origin umbenannt. Seither erschienen zahlreiche weitere erfolgreiche Titel. Im Jahre 1997 begründete Origin mit dem Online-Spiel Ultima Online das Genre der modernen MMORPG.
Aufgrund des überraschenden finanziellen Erfolges von Ultima Online entschied EA 1999, dass Origin nur noch an Internet-Spielen arbeiten sollte. Doch innerhalb eines Jahres brach EA alle neuen Projekte von Origin ab – darunter Ultima Online 2, Privateer Online und Harry Potter Online. Gründer Richard Garriott verließ die Firma anschließend im Jahr 2000 und gründete seine neue Firma NCsoft Austin. Mehrere Mitarbeiter folgten seinem Beispiel und verließen die Firma ebenfalls, weshalb Origin 2004 ins EA-Hauptquartier verlegt wurde, was faktisch einer Auflösung des Studios gleichkam.
Der Markenname Origin wurde von Electronic Arts 2011 wiederbelebt und für die gleichnamige Spiele-Downloadplattform (Digitale Distribution) verwendet.

## Spiele (Auswahl)
- Ultima (1981 bei California Pacific Computers, Rechte später von Origin zurückgekauft)
- Ultima II – The Revenge of the Enchantress (1982 bei Sierra On-Line, Rechte zurückgekauft)
- Ultima III – Exodus (1983)
- Ultima IV – Quest of the Avatar (1985)
- Ultima V – Warriors of Destiny (1988)
- Ultima VI – The False Prophet (1990)
- Ultima VII – The Black Gate (1992)
- Ultima VII Part 2: Serpent Isle (1993)
- Ultima VIII – Pagan (1994)
- Ultima IX – Ascension (1999)
- Ultima Underworld – The Stygian Abyss (1992, entwickelt von Looking Glass Studios)
- Ultima Underworld II – Labyrinth of Worlds (1993, entwickelt von Looking Glass Studios)
- Ultima Online (1997)
- Wing Commander (1990)
- Wing Commander II – Vengeance of the Kilrathi (1991)
- Wing Commander Academy (1993)
- Wing Commander Armada (1994)
- Wing Commander III – Heart of the Tiger (1994)
- Wing Commander IV – The Price of Freedom (1995)
- Wing Commander: Prophecy (1998)
- Wing Commander: Privateer (1993)
- Privateer 2 – The Darkening (1996)
- Crusader: No Remorse (1995)
- Crusader: No Regret (1996)
- Cybermage: Darklight Awakening (1995)
- Bad Blood (1990: PC)
- Bioforge (1995)
- Pacific Strike (1994)
- Pacific Strike – Speech Pack (1994)
- Strike Commander (1993)
- Strike Commander – Speech Pack (1993)
- Strike Commander – Tactical Operations (1993)
- Wings of Glory
- ShadowCaster – als Vertreiber (10/1993)
- Omega (1989)

## Abgebrochene Projekte
- Ultima Online 2
- Privateer Online
- Harry Potter Online
- Ultima X: Odyssey